# Olea
Olea L., 1753 è un genere di piante angiosperme appartenente alla famiglia delle Oleacee.
La specie più nota è di gran lunga l'olivo comune, Olea europaea, che è stato utilizzato sin dai tempi più antichi per la produzione dell'olio e per mangiare il frutto, che essendo assai amaro allo stato naturale, dev'essere soggetto a una fermentazione naturale o messo sotto salamoia per poter essere consumato.

## Descrizione
Comprende specie arboree o arbustive sempreverdi, con foglie opposte, piccole e indivise; il frutto è una drupa. 

## Distribuzione e habitat
Si trovano allo stato naturale in varie zone del mondo, nel bacino del Mediterraneo, nell'Africa meridionale, nell'Asia sudorientale, in Nuova Caledonia e in Australia orientale.

## Tassonomia
Il genere comprende le seguenti specie:
- Olea capensis L.
- Olea capitellata Ridl.
- Olea chimanimani Kupicha
- Olea europaea L.
- Olea exasperata Jacq.
- Olea lancea Lam.
- Olea luzonica Kiew
- Olea paniculata R.Br.
- Olea puberula Ridl.
- Olea schliebenii Knobl.
- Olea welwitschii (Knobl.) Gilg & G.Schellenb.
- Olea woodiana Knobl.